# Sexualidad humana femenina
La sexualidad femenina humana abarca una gama amplia de comportamientos y procesos, incluyendo la identidad sexual femenina y el comportamiento sexual, el fisiológico, psicológico, social, cultural, político, y aspectos espirituales o religiosos de  la actividad sexual. Varios aspectos y dimensiones de la sexualidad femenina, como parte de la sexualidad humana, también han sido abordados por principios de ética, moralidad, y teología. En casi cualquier época y cultura histórica, las artes, incluyendo la literatura y las artes visuales, así como la cultura popular, presentan una parte sustancial de las opiniones de una sociedad determinada sobre la sexualidad humana, los cuales incluyen aspectos  implícitos (encubiertos) y  explícitos (abiertos) manifestaciones de la sexualidad y el comportamiento  femenino.
En la mayoría de sociedades y jurisdicciones legales, hay límites legales en que comportamiento sexual es permitido La sexualidad varía a través de las culturas y regiones del mundo, y continuamente ha cambiado a través de la historia, y esto también aplica a la sexualidad femenina. Los aspectos de sexualidad femenina incluyen cuestiones concernientes al sexo biológico, la percepción corporal, autoestima, personalidad, orientación sexual, valores y actitudes, roles de género, relaciones, opciones de actividad, y comunicación.
Mientras que la mayoría de mujeres son heterosexuales, hay significativas minorías importantes que son homosexuales, o en diversos grados, bisexuales.

## Fisiológico

### General
La actividad sexual puede abarcar varios  factores sexualmente estimulantes (estimulación fisiológica o estimulación psicológica), incluyendo fantasías sexuales y  diferentes posiciones sexuales, o el uso de juguetes sexuales. Los juegos previos pueden preceder algunas actividades sexuales, a menudo dirigiendo a excitación sexual de la pareja. También es común para las personas que se sientan sexualmente satisfechas por ser  besadas, tocadas eróticamente, o siendo abrazadas.

### Orgasmo
Orgasmo, o clímax sexual, es la descarga  repentina de tensión sexual acumulada durante el ciclo de respuesta sexual, resultando en contracciones musculares rítmicas en la región pélvica caracterizada por una intensa sensación de placer. Las mujeres suelen tener dificultades de experimentar orgasmos durante el coito vaginal. La Clínica Mayo afirma: "los orgasmos varían en intensidad, y las mujeres varían en la frecuencia de sus orgasmos y la cantidad de estimulación necesaria  para provocar un orgasmo." Además, algunas mujeres pueden requerir más de un tipo de estimulación sexual para conseguir el orgasmo. La estimulación del clítoris en la copulación normal pasa cuándo el pene mueve el prepucio del clítoris y los labios menores, extendiéndose desde el clítoris.
El orgasmo en las mujeres típicamente ha sido divididas en dos categorías: Orgasmos del clítoris y vaginales (o Punto G). El 70–80% de las mujeres requieren estimulación del clítoris directa para conseguir el orgasmo, aun el estimulo clitoral indirecto  también puede ser suficiente.  Los orgasmos clitorales son más fáciles de conseguir porque el glande del clítoris, o clítoris en un todo, tiene más de 8,000 terminaciones nerviosas sensoriales, que son tantas ( o más en algunos casos) terminaciones nerviosas como las que estan presentes en el pene humano o elglande del pene. Como el clítoris es el  homólogo al pene,  es el equivalente  en su capacidad para recibir estimulación sexual.
A pesar de que los orgasmos por estimulación vaginal son más difíciles de conseguir, el área del punto G  puede producir un orgasmo si  se estimula correctamente. La existencia del punto G, y la existencia como una estructura distinta, todavía está bajo disputa, ya que su ubicación exacta puede variar de mujer a mujer, parece  ser inexistente en algunas mujeres, y se plantea la hipótesis de ser una extensión del clítoris y por lo tanto la razón para los  orgasmos experimentados por vía vaginal.
Las mujeres son capaces de conseguir orgasmos múltiples debido a que generalmente no requieren un periodo refractario como  los hombres  después del primer orgasmo. A pesar de que  está informado que las mujeres no experimentan un periodo refractario y por eso pueden experimentar un orgasmo adicional, u orgasmos múltiples, poco después del primer orgasmo, algunas fuentes declaran que tanto los  hombres como las mujeres experimentan un período refractario porque, debido a la hipersensiblidad clitoral  o la satisfacción sexual, las mujeres también pueden experimentar un periodo después del orgasmo en el que la mayor estimulación sexual  no produce excitación.
Los pezones pueden ser sensibles al tacto, y laestimulación del pezón puede incitar a la excitación sexual. Pocas mujeres informan  experimentar un orgasmo debido a la estimulación del pezón. Antes de la investigación de  resonancia magnética funcional (FMRI en inglés) de Komisaruk et al  sobre la estimulación del pezón en 2011, los informes de las mujeres que consiguen el orgasmo  a partir de la estimulación del pezón se basaban  solamente en  evidencia anecdótica. El estudio de Komisaruk fue el primero en mapear los genitales femeninos a la porción sensorial del cerebro;  indica que la sensación de los pezones viaja a la misma parte del cerebro que las sensaciones de la vagina, el clítoris y el cuello uterino, y que estos orgasmos informados son orgasmos genitales  causados por la estimulación del pezón, y pueden estar directamente relacionados con la corteza genital  sensorial  ("el área genital del cerebro").

## Atracción sexual
Las mujeres, en promedio, tienden a sentirse más atraídas a hombres que tienen una cintura relativamente estrecha, un torso en forma de V, y hombros anchos. Las mujeres también tienden a sentirse atraídas a hombres quiénes son más altos de lo que ellas son, y que muestran un alto grado de simetría facial, así como un relativamente dimorfismo facial masculino. Las mujeres, sin importar su orientación sexual, tienden a estar menos interesadas  en el atractivo físico de su pareja  que los hombres.

## Control de la sexualidad femenina
Históricamente, muchas culturas han visto la sexualidad femenina como subordinada a  la sexualidad masculina, y como algo que debe ser controlado a través de restricciones en el  comportamiento femenino. Prácticas culturales tradicionales, como la castidad y  el pudor forzados, han tendido a colocar restricciones principalmente a las mujeres,  sin imponer restricciones similares en los hombres.
Según la literatura psicoanalítica, se dice que  "el complejo de puta-Madonna"  ocurre cuándo un  hombre desea tener encuentros sexuales sólo con mujeres a quienes ve como degradadas ("putas") mientras que no puede desear sexualmente a una mujer respetable ("la Madonna"). Esto fue descrito por primera vez por Sigmund Freud.
La interpretación de la sexualidad femenina es significativamente diferente según  la investigación psicológica de C.G. Jung . En ella explica la libido femenina como precursora de la expresión cultural y la creatividad personal. Identificó las de teorías Freud como la fuente de este malentendido significativo, y teorizó que el "factor rítmico" no es meramente un principio en la "fase nutritiva" y más tarde en la sexualidad, sino que esta en la base de todos los procesos  emocionales.
Algunos prácticas culturales tradicionales polémicas, como la mutilación genital femenina (MGF), han sido descrito como intentos de anular la sexualidad de las mujeres. La mutilación genital femenina continúa siendo practicada en algunas partes de África y el Oriente Medio, así como en algunas comunidades inmigrantes en países Occidentales, aunque  es ampliamente prohibida. El procedimiento es típicamente llevado a cabo en chicas jóvenes, antes de la edad de los 15 años.
Los métodos empleados para controlar  el comportamiento y la sexualidad femenina incluyen la amenaza de muerte, así como los  asesinatos de honor. La razón para tal asesinato puede incluir rechazar el contraer un matrimonio arreglado, estar en una relación que es desaprobada por sus parientes, tener relaciones fuera del matrimonio, ser víctima de la violación, o vestirse de maneras que son consideradas inapropiadas.
Otro dispositivo histórico utilizó para controlar el comportamiento sexual femenino es el cinturón de castidad, que es una prenda de vestir  diseñada para impedir las relaciones sexuales. Los cinturones eran  llevados por las mujeres para proteger su castidad, lo que incluia evitar la masturbación o el  acceso sexual por parte de hombres no autorizados.
Con anterioridad a la colonización europea de América del Norte, las actitudes de las nativas americanas con respecto a la sexualidad femenina eran generalmente de mente abierta, particularmente para  las mujeres más jóvenes y solteras. Aun así, cuándo los europeos llegaron, puntos de vista más rígidos fueron aplicados. Esos puntos de vista rígidos eran especialmente restrictivos para las mujeres, predominantemente en las colonias puritanas.
Siguiendo la colonización europea de América del Norte,  se produjo la creación de los arquetipos americanos africanos del Jezebel y mammy. La Jezebel fue caracterizada como una mujer lasciva, tentadora y seductora. Mammies, también llamadas como tía Jemima, eran figuras  maternas que  fueron retratadas como contentas dentro de la institución de  la esclavitud  siempre con una sonrisa en su cara cuando la familia blanca tomaba su vida y su mundo entero. Estos estereotipos no solo justificaban la esclavitud, sino que  también justificaban la violación y el abuso de las mujeres afroamericanas como seres sexualmente conducidos por la seducción en el caso del Jezebel, o un ser donde el sexo y la sexualidad son las últimas cosas  en la mente de una mujer porque su mundo está dedicado a las vidas de sus amos blancos en el caso de la mami.

## Estudios modernos
En la edad moderna, los psicólogos y los fisiólogos exploraron la sexualidad  femenina. Sigmund Freud propuso la teoría de dos clases de orgasmos  en las féminas, "la clase vaginal, y la clase clitoral ." Aun así, Masters y Johnson (1966) y Helen O'Connell (2005) se rehusan a esta distinción.
Ernst Gräfenberg era famoso para sus estudios de los genitales femeninos y la fisiología sexual femenina humana. Publicó, entre otros estudios, el iniciando La Función de la Uretra en el Orgasmo femenino (1950), el cual describe la eyaculación femenina, así como un la zona erógena donde la uretra está más cerca a la pared vaginal. En 1981, los sexólogos John D. Perry y Beverly Whipple nombrarona esa  área como  el punto Gräfenberg, o el punto G, en su honor. Mientras la comunidad médica generalmente no ha  adoptado el concepto completo del punto G.
En términos de excitación psicológica femenina, una investigación reciente por el psicólogo de la personalidad y antropólogo biológico Gerulf Rieger en 2015 sugirió que las mujeres homosexuales experimentaron más excitación sexual típica del género masculino hacía miembros del mismo sexo que las mujeres heterosexuales  con miembros del sexo opuesto, así como siendo más masculinas en comportamientos no sexuales.

## Puntos de vista feministas
En las décadas de los setenta y los ochenta, los puntos de vista tradicionales occidentales sobre la sexualidad femenina empezaron a  ser cuestionados y reevaluados  como  parte de la revolución sexual. El movimiento feminista y las numerosas escritoras feministas abordaron la sexualidad femenina desde una perspectiva femenina, en vez de dejar que la sexualidad  femenia fuese definida en base a la sexualidad masculina. Uno de los primeros libros populares de  no-ficción fue Mi jardín secreto de Nancy friday. Otros escritores, como Germaine Greer, Simone de Beauvoir y Camille Paglia, fueron particularmente influyentes, a pesar de que sus puntos de  vista no fueron universalmente o plácidamente aceptados. Hacia el fin del siglo XX las contribuciones europeas más significativas a la sexualidad femenina provinieron del feminismo francés psicoanalítico, con el trabajo de Luce Irigaray y Julia Kristeva.
El lesbianismo y la bisexualidad femenina también emergieron como como temas de interés dentro del feminismo. El concepto de lesbianismo político, asociado particularmente con la segunda ola del feminismo y el feminismo radical, incluye, pero no se limita al feminismo separatista, cuyos notables proponentes son Sheila Jeffreys y Julie Bindel.
Las actitudes feministas hacia la sexualidad femenina han variado en alcance durante la historia del movimiento. Generalmente, los feministas modernos defienden  el que todas  las mujeres tengan acceso a la salud y educación sexual, y están de acuerdo en la importancia de las libertades de salud reproductiva, particularmente con respecto a asuntos como control de la natalidad y la planificación familiar.  La autonomía corporal y el consentimiento son también conceptos de gran importancia en los puntos de vista feministas modernos sobre la sexualidad femenina.
Asuntos como la industria de sexo, la representación sexual en los medios de comunicación, y las cuestiones relacionadas al consentimiento para tener relaciones sexuales en condiciones de dominio masculino  han sido temas más polémicos entre las feministas. Estos debate culminaron a fines de la década de los setenta y en los ochenta, en lo que se conoció como las guerras sexuales feministas, el cual enfrentó al feminismo antipornografía contra el feminismo prosexo. Las partes del movimiento feminista eran profundamente divididas en torno a  estos asuntos.

### Movimiento de la diosa
Anna Simon habló en 2005 sobre la importancia de cambiar el diálogo que rodea a la sexualidad femenina. El movimiento de la diosa y sus miembros animan a  encontrar poder en la feminidad, que uno no tiene que ser masculino para ser poderoso y que  hay una fuerza innata en ser  mujer que todas las  mujeres y  las personas que esten alineadas con las mujeres tendrían que ser capaces de sentirse comodas en retratarlas.

## Legislación
Las leyes alrededor del mundo afectan la expresión de la sexualidad hembra, y las circunstancias bajo las que una persona no puede  tener relaciones sexuales con una mujer o una chica. Los encuentros sexuales forzados son normalmente prohibidos, aunque algunos países pueden sancionar la violación conyugal. Las leyes sobre la edad de consentimiento sexual, los cuales difieren entre jurisdicciones, establecen  la edad mínima en qué una chica menor puede  tener sexo. En años recientes, la edad de consentimiento ha aumentado en algunas jurisdicciones y ha sido reducida en otras.
En algunos países hay  leyes en contra de la pornografía y la prostitución (o ciertos aspectos de ellas). Las leyes en algunas jurisdicciones prohíben el sexo extramatrimonial, como el adulterio o  el sexo prematrimonial, con los críticos que argumentan que, en la práctica, estas leyes suelen ser utilizadas para controlar el comportamiento de las mujeres  y no el comportamiento de los hombres. La virginidad y  el honor familiar de las mujeres todavía juegan una función importante en algunos sistemas legales: en algunas jurisdicciones, el castigo para la violación es más severo si la mujer era una virgen  en el tiempo del delito, y en algunos sistemas legales un hombre que viola una mujer puede evadir el castigo si se casa con ella.

## Mujeres como responsables para seguridad sexual
Respecto a la responsabilidad sobre la actividad sexual segura en las relaciones heterosexuales, se puede examinar la definición general de sexo seguro ;  ha sido argumentado que  hay tres facetas  sobre  la percepción común de lo que es sexo seguro: seguridad emocional (confianza en la pareja), seguridad psicológica (sentirse seguro), y seguridad biomédica (la barrera de los  fluidos los cuáles pueden causar embarazo o transmitir una enfermedad). La frase " sexo seguro" es generalmente usada para referirse a la seguridad biomédica.
Desde la revolución sexual, los funcionarios  de la salud han lanzado campañas para crear conciencia sobre  los riesgos de las relaciones sexuales sin protección. Mientras los peligros de tener sexo desprotegido incluyen el embarazo no deseado, s infecciones de transmisión sexual (ITS), con el VIH siendo  el más mortífero, el uso de dispositivos anticonceptivos (los más fiables siendo los preservativos) sigue siendo inconsistente.
La construcción social de masculinidad y feminidad juega  un papel principal en la  comprensión de por qué las mujeres son comúnmente responsables del resultado de los encuentros sexuales. A menudo, las sociedades crean diferentes normas y suposiciones sexuales para mujeres y hombres, con la sexualidad femenina y masculina a menudo siendo consideradas opuestas entre sí: por ejemplo, a las mujeres generalmente se les enseñó que no deben querer actividad sexual o encontrarla placentera, o mantener relaciones sexuales fuera del matrimonio," mientras  que a los hombres se les es generalmente enseñados a "sentirse autorizados para mantener relaciones sexuales y placer y que su propio valor está demostrado a través de su coraje sexual e ideas de autoridad y poder".Las interacciones sexuales a menudo tienen lugar en circunstancias estructurales desiguales en el contexto de imbalance de poder entre hombres y mujeres. Feministas, como Catharine Mackinnon, ha declarado que la desigualdad en la que la relación heterosexual tiene lugar no tendría que ser ignorado y tendría que jugar una función crucial en la política; Mackinnon ha argumentado: "La suposición es que las mujeres pueden ser desiguales a  los hombres económicamente, socialmente, culturalmente, políticamente, y religiosamente, pero  en el momento  en que mantienen relaciones sexuales, son libres e iguales. Esa es la suposición  y creo que daría que pensar, y en particular qué  significa el consentimiento."
Masculinidad construida socialmente podría sugerir que los hombres están constantemente interesados en el sexo, y que una vez los hombres son sexualmente excitados,  deben ser satisfacidos a través del orgasmo. Este impulso está entrelazado con la identidad masculina y en consecuencia crea un impulso que, una vez empezado, es difícil de parar. La feminidad construida socialmente podría sugerir la connotación de pasividad, lo cuál ha afectado la importancia cultural del deseo femenino. Esto es un factor  que contribuye que a los deseos sexuales de las mujeres sean  ignorados; porque los hombres son vistos como incapaces de controlar su sexualidad, esto puede hacer a las mujeres responsables de aplicar el uso del preservativo en vez del hombre "incontrolable". Algunos estudiosos argumentan que un factor que contribuye en esta división de la responsabilidad  por los factores del sexo seguro es el estado privilegiado del deseo masculino en  la cultura occidental, que es indicado por la creencia generalmente común de que la experiencia sexual femenina no se ve afectada adversamente por el uso de preservativo pero que la experiencia sexual  masculina está disminuida con la adición de esta barrera. Creen que esto es problemático, ya que el uso de preservativos está simbólicamente vinculado  al sexo casual y la promiscuidad, lo cual va  en contra de las normas sociales de la feminidad. Este  vínculo está considerado como aquello a lo que no se le puede subestimar  ya que "la interrupción del uso del preservativo deviene en una prueba  o un marcador que significa la existencia de una relación comprometida y exclusiva, y demuestra confianza".
Otros  especulan que la responsabilidad para el uso del preservativo  recae en las mujeres no es tanto porque es impuesto por la sociedad, pero es en cambio resultado de las posibles consecuencias del sexo desprotegido que es generalmente más serio para las mujeres que para los  hombres (embarazo, una posibilidad más grande de transmisión de enfermedades sexuales, etc.). ETS, como las clamidias y la gonorrea, muestran que los índices entre mujeres pueden ser tres veces más altos que  los de  los hombres en  áreas prevalentes de los Estados Unidos, y un cuarto de los  embarazos en países en desarrollo y un medios de los embarazos en los Estados Unidos son no deseados.
Otra idea social de la sexualidad es el imperativo del coito. El coito imperativo es la idea de que para que el sexo sea real,  tiene que haber coito pene-vagina. Para muchas mujeres, esto impone limitaciones a las posibilidades sexuales y un preservativo está visto como  el símbolo del fin de la experiencia sexual. La aceptación pública de la penetración pene-vagina como elemento central de una relación sexual está reforzada por el foco en el uso del preservativo. Estas ideas, el impulso sexual masculino y el imperativo del coito, juntadas con la construcción social de la feminidad, puede llevar a un desbalance del poder a la hora de tomar la decisión de utilizar un preservativo.